# Gergithus bizonatus
Gergithus bizonatus är en insektsart som först beskrevs av Matsumura 1916.  Gergithus bizonatus ingår i släktet Gergithus och familjen sköldstritar. Inga underarter finns listade i Catalogue of Life.